# Sint-Floriaankerk (Funnix)
De Sint-Floriaankerk (Kirche St. Florian) is een luthers kerkgebouw in Funnix, een Ortsteil van de Oost-Friese gemeente Wittmund (Nedersaksen). De kerk werd in de vroege 14e eeuw op een hoge warft gebouwd. De kerk is regelmatig geopend voor bezichtiging.

## Geschiedenis
De kerk van Funnix werd als een rechthoekige zaalkerk van baksteen gebouwd. De vrijstaande klokkentoren dateert uit de 13e eeuw. Vondsten tijdens restauratiewerkzaamheden van grafzerken en voorwerpen uit de 12e eeuw duiden op een voorganger op dezelfde plaats.
Nadat ongeveer 100 jaar na de bouw de gewelven instortten, moest de westelijke kant van de kerk opnieuw en drie meter korter herbouwd worden. In samenhang hiermee werd het laatgotische westelijke portaal gebouwd. Aan de noordelijke kant bleven de hoge smalle spitsbogige ramen uit de bouwtijd van de kerk bewaard, die aan de oostelijke kant werden rond 1500 vergroot.

## Interieur

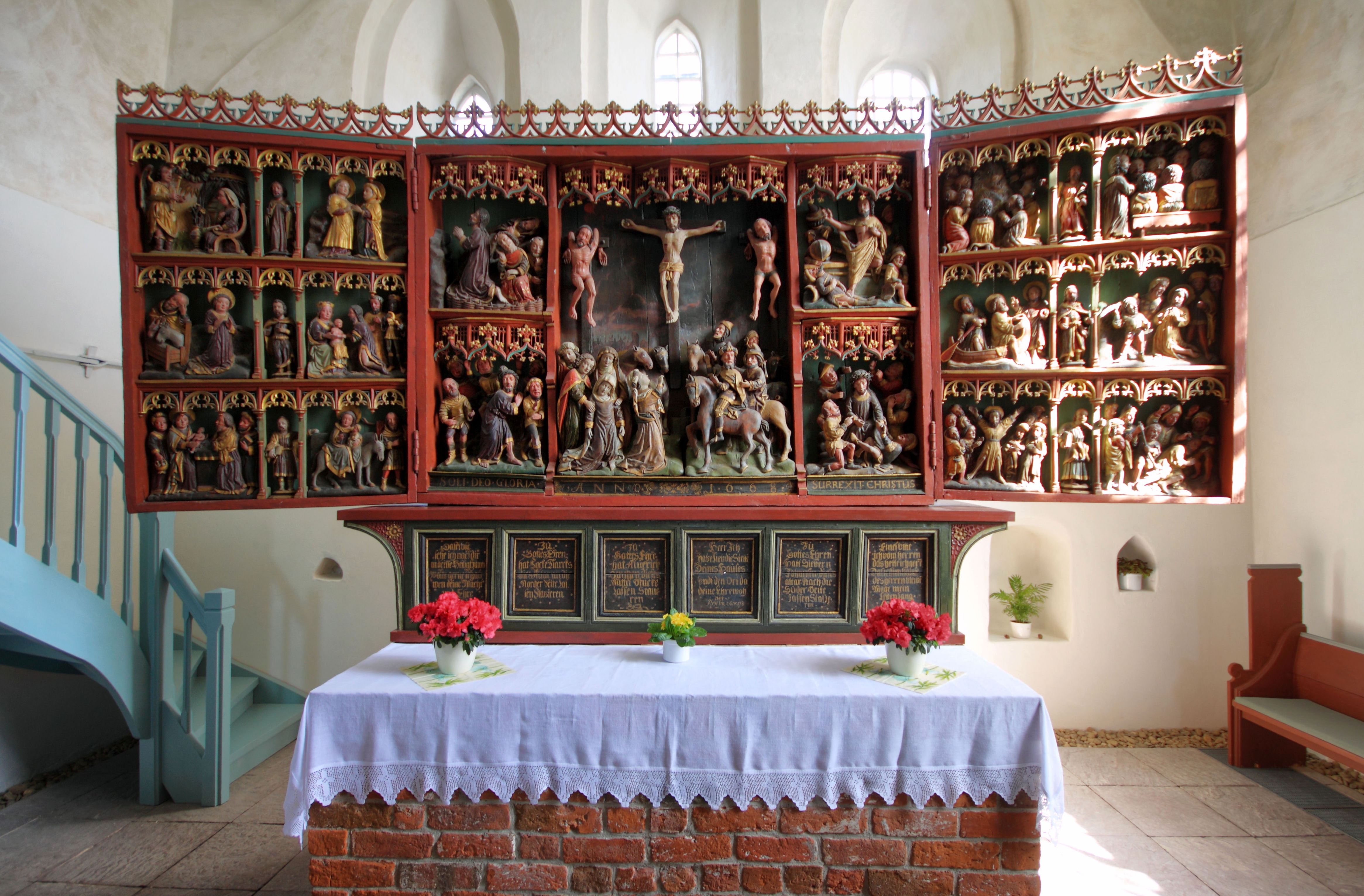
Altaarstuk

Het interieur had oorspronkelijk gewelven, waarvan nu nog de schildbogen getuigen. Tegenwoordig kent de ruimte een vlak houten plafond. Ondanks dat de kerk het jongste kerkgebouw van Harlingerland betreft, heeft het een rijke inventaris.
Van kunsthistorisch belang is het houtgesneden altaarstuk uit de late 15e eeuw. Volgens de overlevering zijn de 105 figuren van het altaar door een eenarmige knecht uit hout gesneden. In geopende stand worden 17 scènes van de kindertijd en het lijdensverhaal van Jezus en de geschiedenis van de apostel Andreas voorgesteld. Op de vleugels staan tussen de genoemde scènes ook nog de beelden van in totaal zes apostelen. Op de achterzijde zijn olieverfschilderijen van Sint-Augustinus en Sint-Bernardus te zien. Het vleugelaltaar is vermoedelijk van Nederduitse herkomst en getuigt van Nederlandse invloeden. Enkele scènes en verloren gegane figuren alsook de kleuren werden in 1668 door Jacob Cröpelin uit Esens gerenoveerd, die ook de predella van een opschriften voorzag. Van deze meester bleven in Oost-Friesland zes houtgesneden altaren bewaard.
Tot het interieur behoort een doopvont en een wijwaterbekken uit de 12e eeuw.
Zes houten beelden uit de periode 1300-1500 en zeven gotische beelden doen vermoeden dat de kunstschatten uit andere kerken of kloosters naar Funnix werden overgebracht, om ze voor de protestantse beeldenstorm te behoeden. Tegenwoordig bevindt een deel van de beelden zich in het Oost-Friese Landesmuseum.
De barokke kansel is een werk van Cröpelin uit 1660. Tussen de hoekzuilen staan de houten beelden van de evangelisten in rondboogvelden. Om vrij zicht op het altaar te verkrijgen werd de oostelijke galerij met daarop het orgel in de jaren 1953–1955 verplaatst naar de westelijke kant. In de jaren 1984–1986 werd deze verplaatsing echter weer ongedaan gemaakt en sindsdien staat de orgelgalerij weer op de oude plek. De borstwering van de galerij is versierd met twaalf geschilderde wapens, die van elkaar worden gescheiden door gedraaide zuiltjes met rococo-motieven.

## Orgel

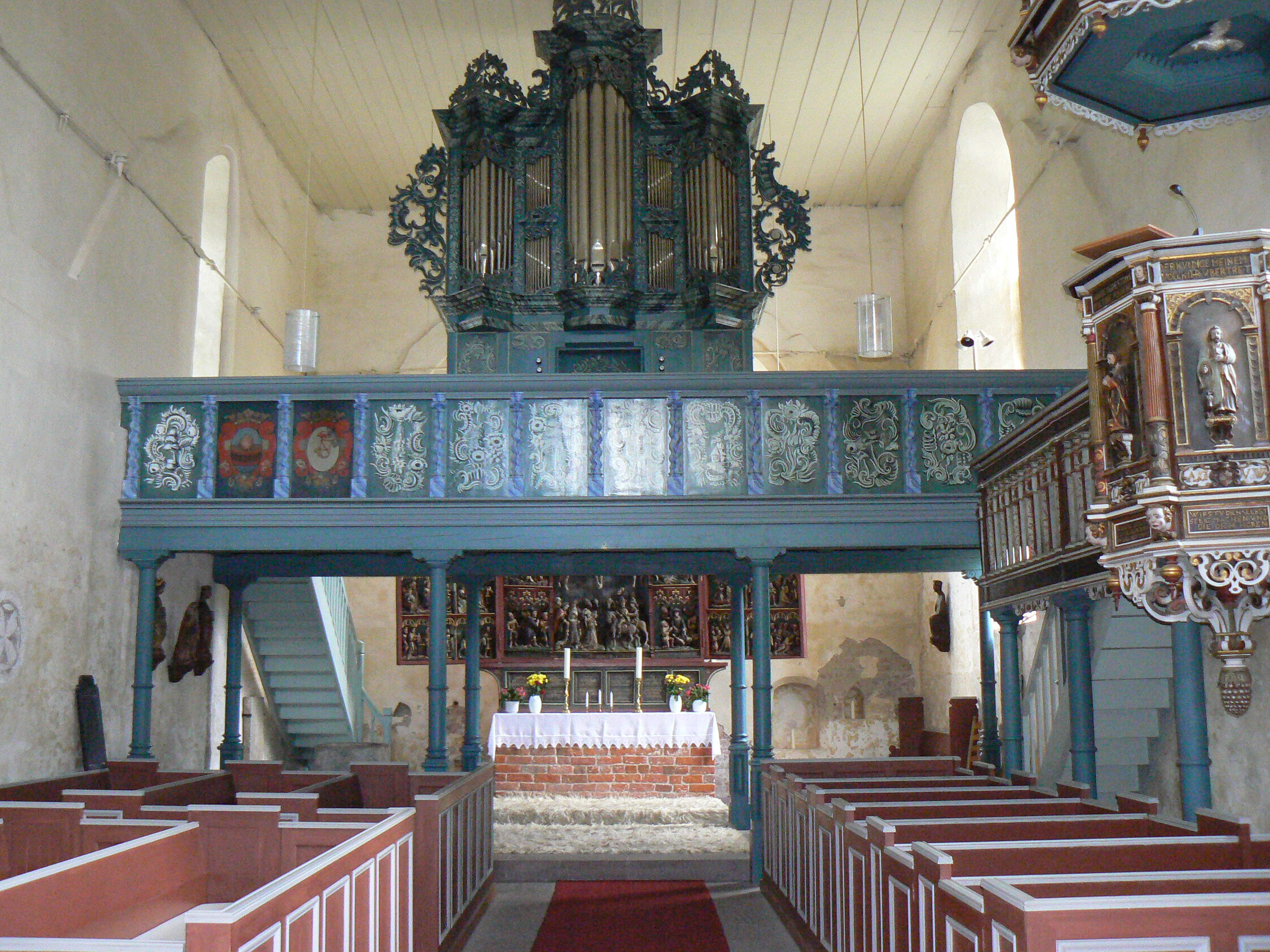
Orgel en galerij

Met de bouw van het rococo-orgel werd in 1760 door Johann Friedrich Constabel begonnen en na zijn dood door Hinrich Just Müller uit Wittmund in 1762 voltooid. Het bezit acht registers op één manuaal en aangehangen pedaal, waarvan nog zes origineel zijn. De trompet werd in 1911 door Johann Martin Schmid en de mixtuur in 1953-1955 door Alfred Führer vervangen. In samenhang met de terugplaatsing van de galerij naar de oorspronkelijke plek in de jaren 1980 werd het orgel door de firma Führer gerestaureerd en in de oorspronkelijke staat teruggebracht.
| Manualwerk CD–c3 |             |      |     |
| 1.               | Principaal  | 8′   | C/M |
| 2.               | Gedekt      | 8′   | C/M |
| 3.               | Octaaf      | 4′   | C/M |
| 4.               | Fluit       | 4′   | C/M |
| 5.               | Quint       | 2/3′ | C/M |
| 6.               | Woudfluit   | 2′   | C/M |
| 7.               | Mixtuur IV  |      | F   |
| 8.               | Trompet B/D | 8′   | F   |

- Koppels: Aangehangen pedaal (CD–d1)
- Opmerkingen

C/M = Pijpmateriaal van Johann Friedrich Constabel en Hinrich Just Müller (1760–1762)
F = Pijpmateriaal van Alfred Führer (1984–1986)

## Afbeeldingen

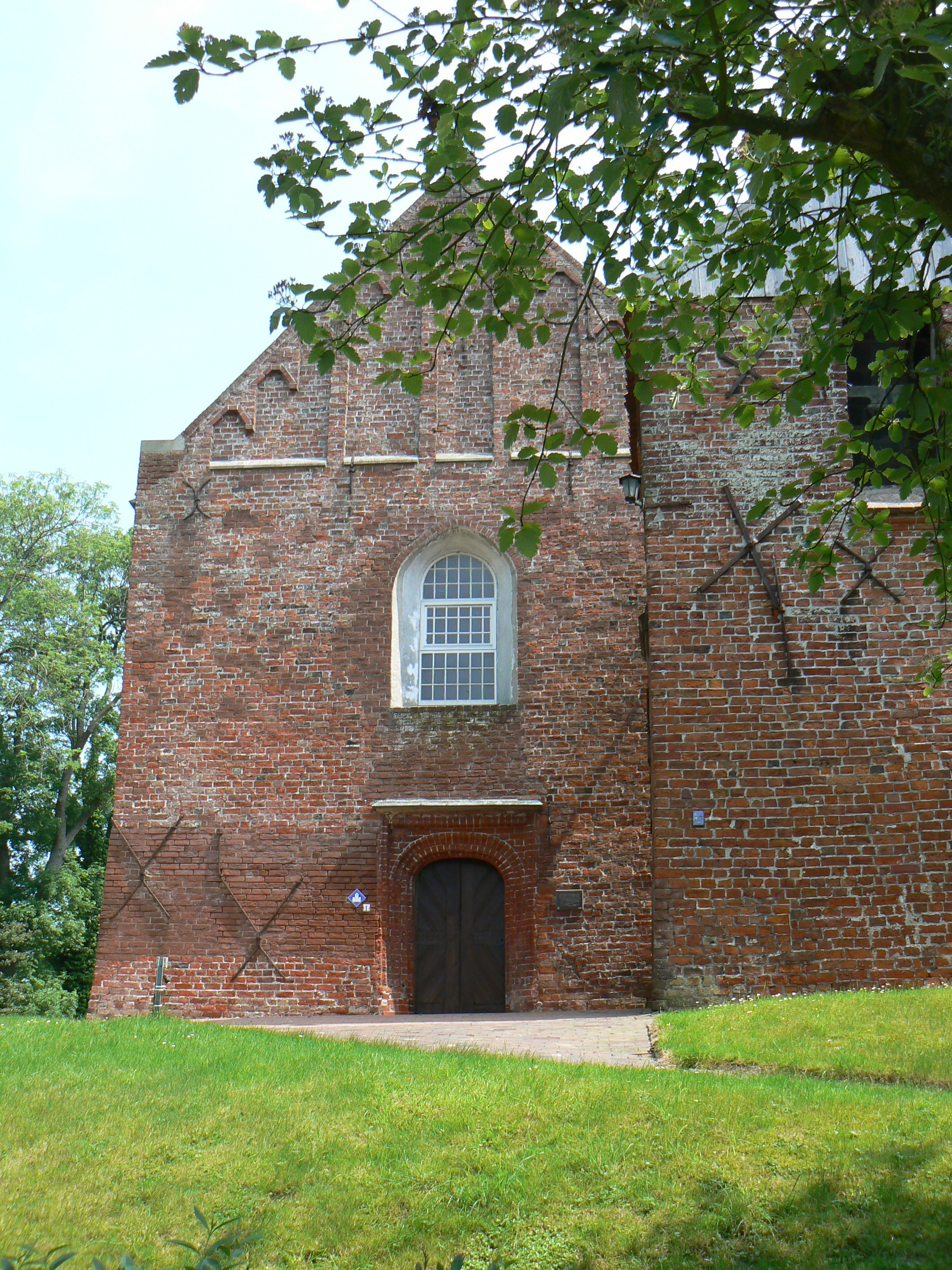
Westelijke toegang
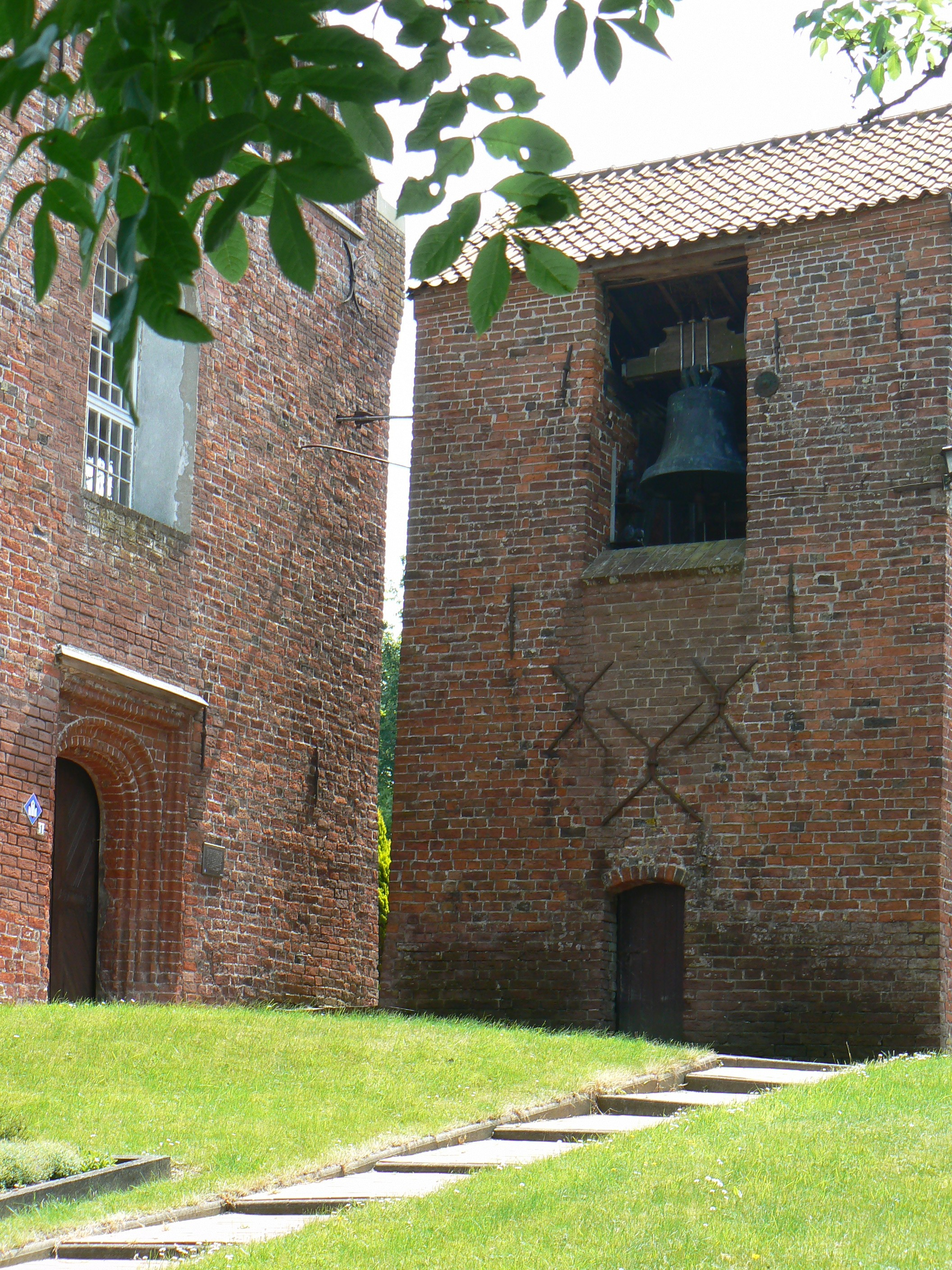
Klokkentoren
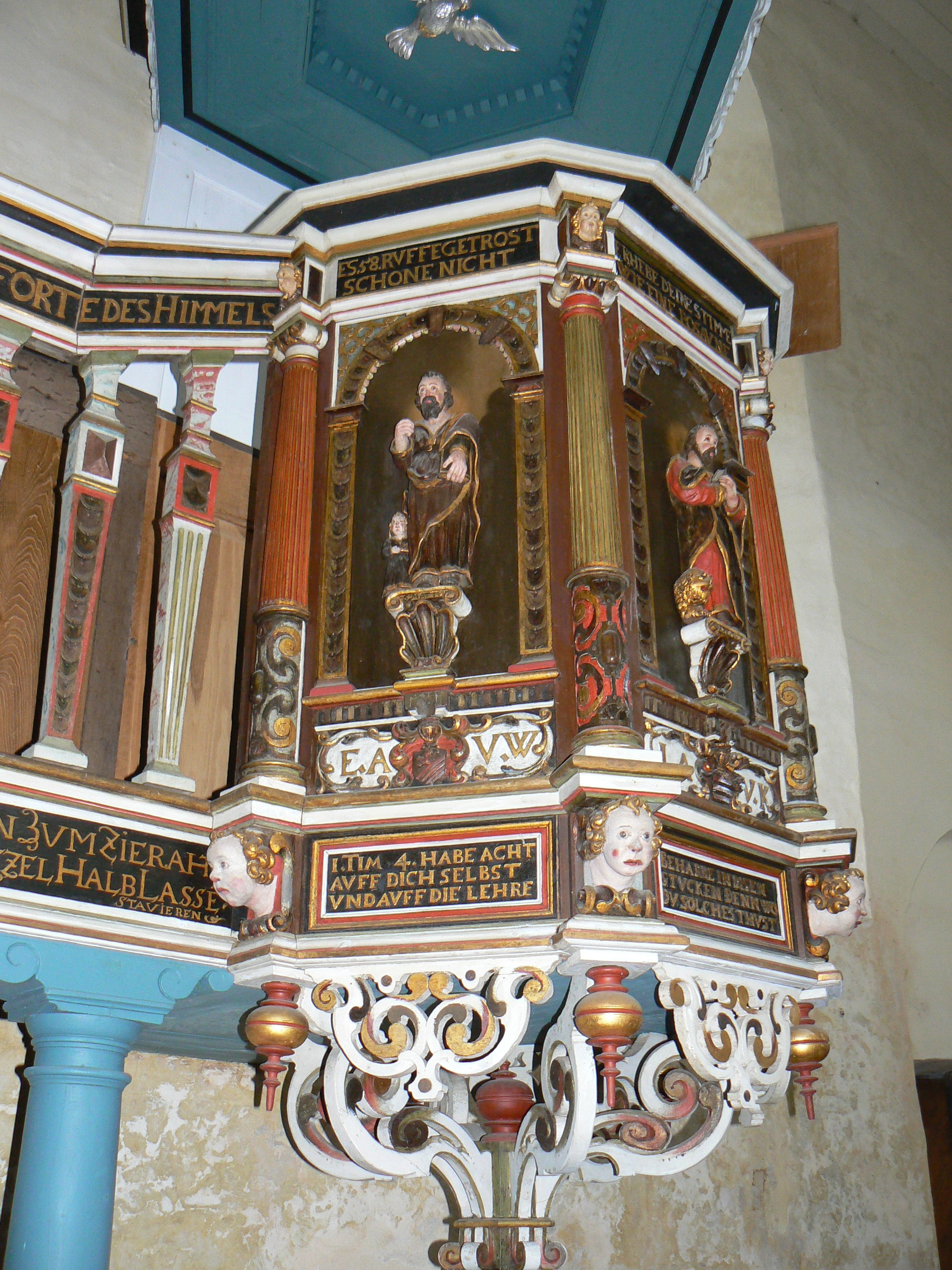
Barokke kansel van Jacob Cröpelin uit Esens